# Timbiriche (álbum)
Timbiriche es el álbum debut del grupo infantil mexicano del mismo nombre. El formato en disco de acetato fue publicado por la discográfica Discos Melody el viernes 30 de abril de 1982, el mismo día que se celebra Día del Niño en México. Timbiriche fue presentado en el programa Siempre en domingo, conducido por Raúl Velasco, en el día de su lanzamiento. El debut de la agrupación fue apadrinado por el cantante español Miguel Bosé.
La producción y dirección fue realizada por Guillermo Méndez Guiú, quien junto a Amparo Rubín y Pedro Damián escribió los temas de las canciones. En las ediciones posteriores del álbum, se cambió el nombre a Timbiriche - Somos Amigos para no redundar el título con las producciones futuras del grupo.

## Promoción
Durante esta época se realizaron especiales musicales en diversos lugares como La Marquesa y el extinto parque de diversiones Reino Aventura, hoy conocido como Six Flags. En este último, se filmaron los videos para las canciones «Día En El Campo» y «Amor Para Ti». Aparecieron en diferentes programas de televisión en México, incluyendo Siempre en Domingo.

## Lista de canciones
| N.º | Título                       | Escritor(es)                      | Duración |  |
| 1.  | «Somos Amigos»               | Guillermo Méndez Guiú, Erick Vonn | 03:03    |  |
| 2.  | «Y La Fiesta Comenzó»        | Alejandro Fidel, Méndez Guiú      | 03:05    |  |
| 3.  | «Amor Para Ti»               | Pedro Damián, Méndez Guiú         | 03:03    |  |
| 4.  | «El Gato Rocanrolero»        | Méndez Guiú, Anahí Van            | 02:51    |  |
| 5.  | «Medley De Cri Cri»          | Francisco Gabilondo Soler         | 04:58    |  |
| 6.  | «Timbiriche»                 | Damián, Méndez Guiú               | 03:01    |  |
| 7.  | «Fin De Semana»              | Méndez Guiú, Amparo Rubín         | 02:52    |  |
| 8.  | «Un Día En El Campo»         | Damián, Méndez Guiú               | 03:02    |  |
| 9.  | «Hoy Tengo Que Decirte Papá» | Damián, Méndez Guiú               | 03:31    |  |
| 10. | «El Pregonero»               | Álvaro Dávila, Méndez Guiú        | 03:11    |  |

## Miembros
Miembros fundadores de Timbiriche.
- Alix Bauer
- Benny Ibarra
- Diego Schoening
- Mariana Garza
- Paulina Rubio
- Sasha Sokol